# 遊音倶楽部 〜2nd grade〜
『遊音倶楽部 〜2nd grade〜』（ゆうおんくらぶ セカンドグレイド）は、絢香のカバーアルバム。2020年5月13日にA stAtionから発売された。

## 解説
アルバムの最高順位は5位。(オリコン)

## 収録曲
（ ）内はオリジナル歌唱者。
1. everybody goes ～秩序のない現代にドロップキック～ (Mr.Children)
2. ルージュの伝言 (荒井由実)
3. ヒロイン (back number)
4. Love Love Love (平井堅)
5. フレンズ (レベッカ)
6. 糸 (中島みゆき)
7. 恋人よ (五輪真弓)
8. アポロ (ポルノグラフィティ)
9. 『バッハの旋律を夜に聴いたせいです。』 (サカナクション)
10. 明日晴れるかな (桑田佳祐)